# Schlaggelenk

Prinzipskizze Schlaggelenk

Das Schlaggelenk (englisch flapping hinge) erlaubt es dem Rotorblatt eines Hubschraubers bzw. Drehflüglers, sich gegenüber der Rotorkreisebene nach oben oder unten zu bewegen. Es verhindert eine Überlastung der Rotorblattwurzel und des Rotorkopfes. Schlaggelenke erlauben es dem Rotorblatt, sich um ca. 35° nach oben und um 5° nach unten zu bewegen. Diese Bewegungen werden „Schlagen“ genannt. Die durch die Rotordrehung entstehenden Fliehkräfte verhindern dabei, dass sich die Rotorblätter zu weit nach oben bewegen. Im Normalbetrieb werden nur Auslenkungen von ±5° erreicht.:239, 240 Dieses Konzept stammt von Juan de la Cierva.

## Aerodynamische Grundlagen
Im Vorwärtsflug wird die Anströmgeschwindigkeit und somit auch der Auftrieb am vorlaufenden Rotorblatt durch den Fahrtwind erhöht, während diese beim rücklaufenden Rotorblatt verringert werden. Vor- bzw. rücklaufendes Rotorblatt erzeugen also einen asymmetrischen Auftrieb.:239
Des Weiteren wird im Vorwärtsflug die Rotorebene durch die Steuereingabe der Taumelscheibe geneigt. Neben dem asymmetrischen Auftrieb führen die Rotorblätter daher pro Umlauf zusätzlich erhebliche aerodynamisch geführte Bewegungen nach oben und unten durch. Hinzu kommen Störeinflüsse durch unterschiedliche Windströmungen und Böen, die ein weiteres Schlagen der Rotorblätter in den Rotor überlagern.

## Auswirkungen auf den Hauptrotor
Die Rotorblätter und der Rotorkopf bzw. der Rotormast sind daher bei jeder Umdrehung starken Biegewechsellasten unterworfen, die ohne die freie Schlagbewegung zu einer eingeschränkten Lebensdauer und vorzeitigem Ausfall der Bauteile führen würde. Um diese Bauteile des Hauptrotors zu entlasten, werden Schlaggelenke verbaut, die eine begrenzte Rotorblattbewegung nach oben und unten zulassen. Indem sich das vorlaufende Rotorblatt durch den höheren Auftrieb unter Nutzung des Schlaggelenkes nach oben bewegt, reduziert sich der Anstellwinkel und damit auch der Auftrieb. Das rücklaufende Rotorblatt bewegt sich durch den niedrigeren Auftrieb unter Nutzung des Schlaggelenkes nach unten. Dadurch erhöht sich der Anstellwinkel und somit auch der Auftrieb.:239
Die Rotorblätter schlagen senkrecht zur Rotorebene. Der dabei auftretende Luftwiderstand reicht im Regelfall für eine Dämpfung aus. Das Verbauen von Dämpfern für Schlaggelenke ist daher grundsätzlich nicht erforderlich.

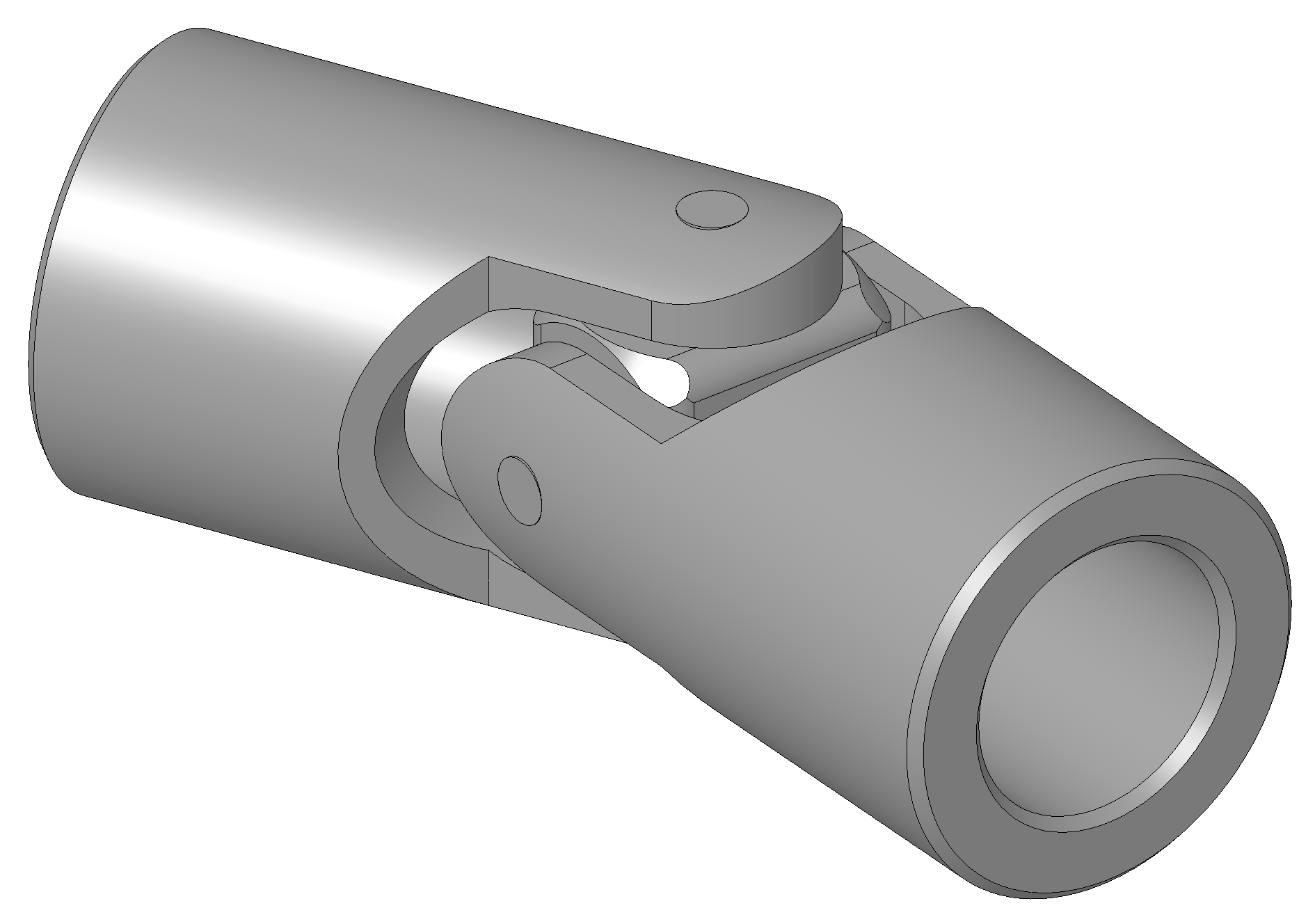
Kardanisches Gelenk

Schwenkgelenk und Schlaggelenk werden oft in einer Baugruppe in kardanischer Bauweise verbaut.

## Moderne Rotorblätter
Die modernen GFK und CFK-Materialien mit ihren guten Elastizitäts- und Dauerfestigkeitswerten erlauben heute den völligen Verzicht auf mechanische Schlaggelenke bei Rotorblättern bzw. Rotoren. Der Bo 105 war der erste Hubschrauber, der wegen seiner GFK-Rotorblätter auf mechanisch bewegliche Schlaggelenke verzichten konnte. Moderne Hubschrauber haben daher häufig weder mechanische Schlag- noch Schwenkgelenke. Die Rotorblätter vollführen die Schlag- und Schwenkbewegungen je nach Konstruktion über elastische Bereiche am Rotorkopf bzw. am Blattanschlussarm oder am Rotorblatt selbst.